# Рыцарь-бакалавр

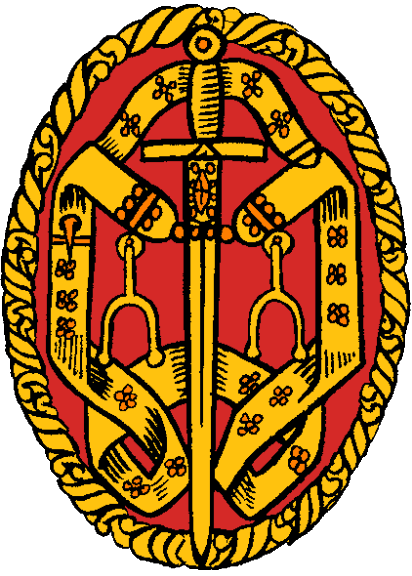
Знак рыцаря-бакалавра образца 1926 года

Ры́царь-бакала́вр (англ. Knight Bachelor) — в британской системе наград и почётных званий титул человека, посвящённого монархом в рыцари, но не входящего в организованные рыцарские ордена Соединённого Королевства.

## Бакалавры в Британии
Рыцари-бакалавры известны со времён Генриха III (XIII век), задолго до учреждения современных рыцарских орденов (старейший из них, орден Подвязки, учреждён в 1350 году).
В Средние века — бакалавр (английский вариант написания башелье — «холостяк»), это первая командная должность в феодальном войске Средневековья. Бакалавр командовал копьём-фурнией и на его копье был треугольный вымпел. Башелье мог быть в статусе эсквайр (английский вариант написания экюйе — «щитоносец») или уже быть посвящен в рыцари Христа (светский рыцарь). В зависимости от этого их называли башелье-экюйе или шевалье-башелье.
Копьё-фурния входило в состав бана, которым командовал баннерет. Так называли феодального барона (владельца домена) имеющего право на собственное знамя (англ. banner).
В армии средневековой Англии в качестве мужчин оружия широко участвовали сержантарии — служащие не имеющие статуса дворян, но получающие за службу надел. В то же время в Англии дворяне став экюйе далеко не сразу проходили посвящение и получали титул рыцаря, благодаря чему даже появились потомственные эсквайры.
Титул рыцаря-бакалавра даётся только мужчинам; эквивалентное звание для женщин (Дама ордена Британской империи) сопряжено с награждением соответствующей степенью ордена Британской империи.
Члены Верховного суда Англии и Уэльса получают титул рыцарей-бакалавров или дам ордена Британской империи ex officio (по должности). Чаще личного рыцарства без включения в признанные рыцарские ордены удостаиваются гражданские лица, в особенности — люди искусства. Рыцарь-бакалавр имеет право на титулование сэр, будучи награждённым младшей степенью рыцарского ордена, не дающей такого права, или вовсе не имея государственных наград. Например, сэр Пол Маккартни, будучи всего лишь членом ордена Британской империи (младшая степень ордена), тем не менее имеет право на титулование сэр, так как возведён в рыцарство-бакалавриат.
21 апреля 1926 года установлен особый нагрудный знак, который рыцари-бакалавры могут носить на одежде для обозначения своего статуса. В 1973 году дополнительно установлен знак, носимый на шейной ленте (красной с жёлтой каймой), как альтернатива нагрудному знаку. Этот знак вручается рыцарю-бакалавру при посвящении в рыцарство. С 1998 года разрешается носить одновременно и нагрудный знак, и знак на шейной ленте.
В отличие от рыцарей британских орденов, рыцарям-бакалаврам не положены особые буквы после имени, указывающие на принадлежность к конкретному рыцарскому ордену. Однако, когда употребление титулования сэр может быть неудобным (например, в официальных документах), может употребляться после имени слово Knight или сокращение Kt.